# Ospedale Sant'Ottone Frangipane
L'ospedale Sant'Ottone Frangipane (ufficialmente: presidio ospedaliero Sant'Ottone Frangipane; nella cartellonistica: presidio ospedaliero di 1º livello Sant'Ottone Frangipane - G. Bellizzi; in letteratura: ospedale Frangipane) è un presidio ospedaliero della Campania ubicato nella città di Ariano Irpino, sede del distretto sanitario n° 1 nell'ambito dell'azienda sanitaria locale di Avellino.

## Storia
Si tramanda che una prima casa di ricovero fosse stata fondata personalmente da sant'Ottone Frangipane (eremita e protettore della città di Ariano) "per apprestar ospizio a' pellegrini" al tempo delle crociate, entro la prima metà del XII secolo; nelle sue stanze si sarebbe inoltre trattenuto per più giorni, "prestando ogni servizio agl'infermi", anche san Francesco d'Assisi (asceta e patrono d'Italia) allorché dall'exclave pontificia di Benevento muoveva in pellegrinaggio alla volta del santuario di San Michele Arcangelo sul Gargano e della basilica di San Nicola in Bari, agli inizi del XIII secolo. Si ignorano però le caratteristiche strutturali e dimensionali di tale primordiale istituto di assistenza, del quale non si hanno altre informazioni né si conservano vestigia di sorta.
Le notizie storiche più sicure risalgono invece al Quattrocento: la prima pietra dell'ospedale per i pellegrini e gli infermi (in latino medievale: Hospitalis pro Peregrinis, et Infirmis) fu infatti posata il 20 agosto 1410 dal vescovo della diocesi di Ariano Angelo de Raino (o de Reymo); la struttura era situata a ridosso delle mura cittadine, nel rione Strada, detto così perché vi passava la mulattiera che collegava l'allora capitale Napoli ai territori pugliesi. L'edificio sorgeva in posizione soleggiata, arieggiata e panoramica, con vista sull'eremo ove qualche secolo prima aveva vissuto lo stesso sant'Ottone Frangipane quale umile riparatore di calzature per i pellegrini.

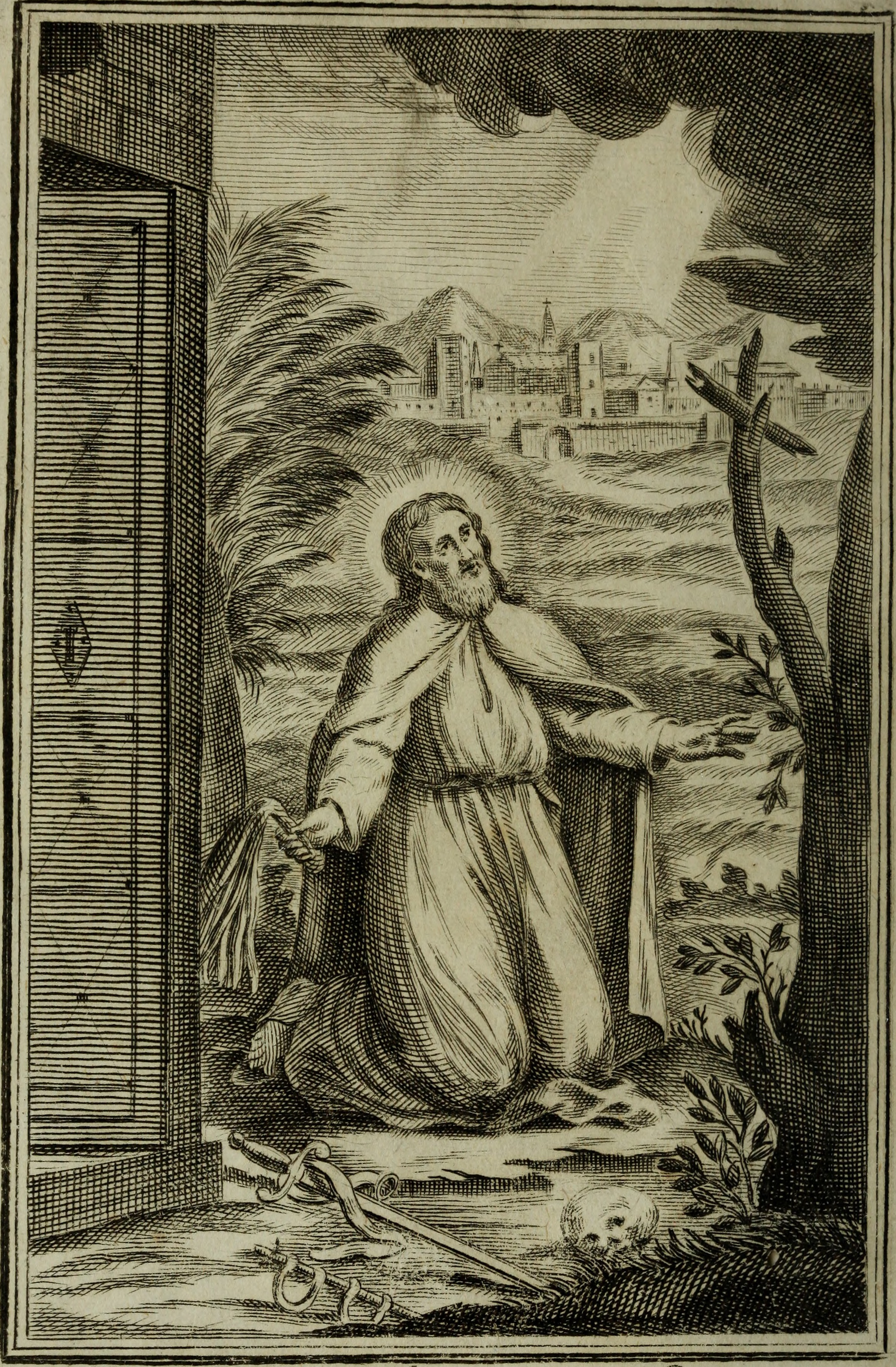
Antica raffigurazione di sant'Ottone Frangipane in preghiera presso il suo eremo, alle falde della città di Ariano; l'area visibile in secondo piano corrisponde alla moderna zona ospedaliera, mentre sullo sfondo si scorge il nucleo storico addossato al triplice rilievo del Tricolle.

L'ospedale quattrocentesco era assai ampio e accogliente, disponendo di sale riservate alle donne, ai sacerdoti, agli aristocratici, ai poveri pellegrini, nonché agli ammalati. Nei pressi del nosocomio era stata eretta anche una chiesa (non più esistente) affidata a un'apposita confraternita e dedicata al patrono dei pellegrini San Giacomo; in seguito tale denominazione sarebbe stata popolarmente associata allo stesso ospedale, pur in assenza di intitolazione ufficiale. Poco più a valle, fuori dalle mura cittadine, vi era inoltre un padiglione riservato ai pazienti affetti da lebbra e dunque potenzialmente contagiosi: tale struttura, che costituiva una commenda dell'Ordine dei Santi Maurizio e Lazzaro (presente nel regno di Napoli fin dal 1311), sorgeva lungo un'antica via d'accesso al centro abitato a metà strada fra l'eremo di sant'Ottone e la chiesetta del Crocifisso, quest'ultima edificata in epoca ignota a seguito di un evento miracoloso attribuito allo stesso sant'Ottone; entrambi gli edifici religiosi sono tuttora esistenti. In adiacenza al lebbrosario, soggetto a regolari visite ispettive da parte degli stessi commendatori, fu poi fondata una terza chiesa (dedicata a Santa Maria Maddalena) la quale però, unitamente allo stesso lebbrosario, finì distrutta nel corso del XVIII secolo, forse a causa del disastroso terremoto dell'Irpinia del 1732. La medesima sorte dovette toccare anche alla chiesa di Sant'Antonio Abate e all'attigua casa di cura specializzata nel trattamento del fuoco sacro, ubicata in altra parte della città e gestita dall'Ordine degli Ospedalieri Antoniani.

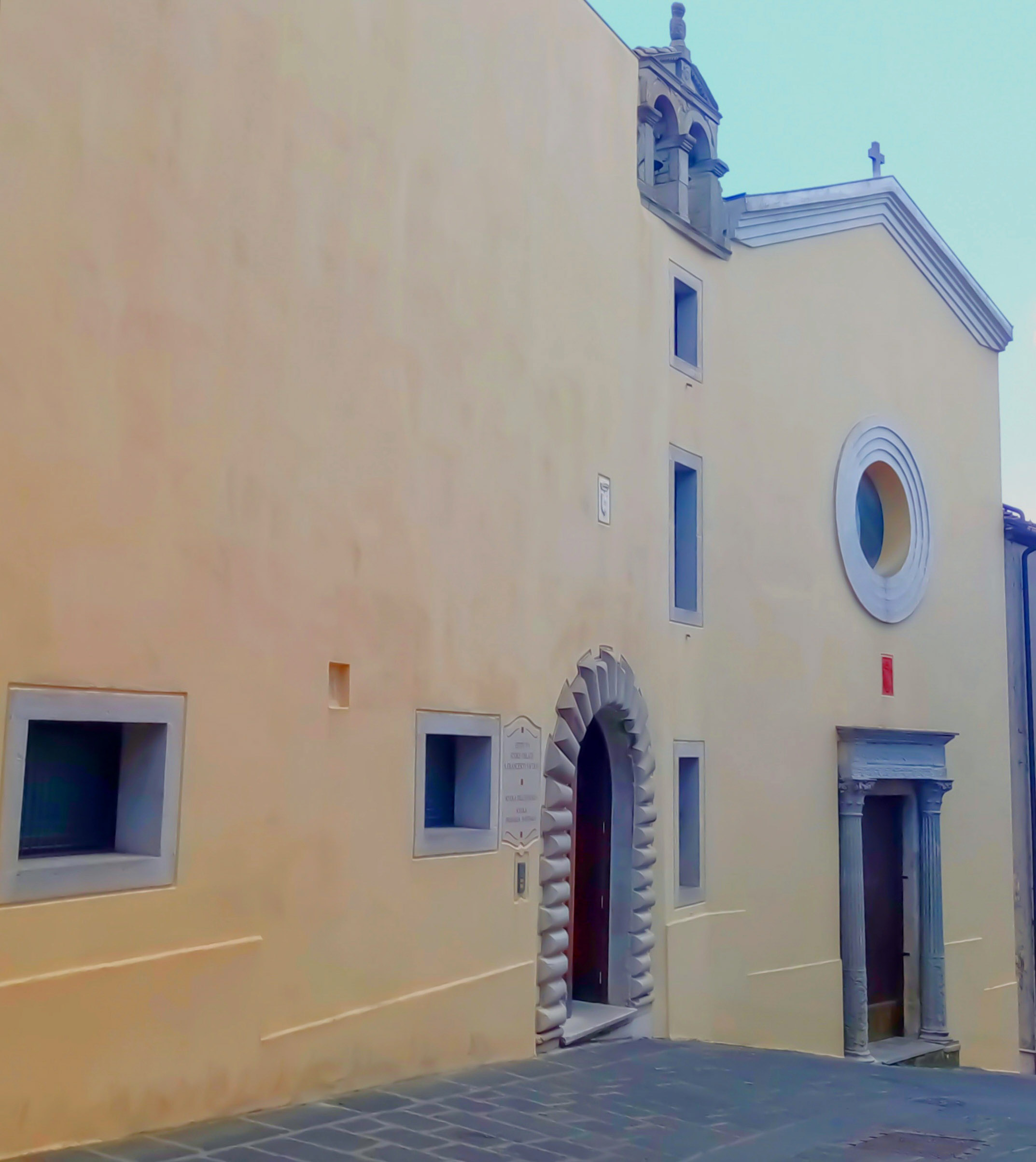
Uno scorcio del convento delle suore oblate di San Francesco Saverio, già sede ospedaliera dal 1410 al 1731

Già a partire dal 1731 la stessa sede centrale dell'ospedale aveva comunque mutato destinazione: terminato infatti l'afflusso di viandanti dopo la costruzione della nuova via regia delle Puglie, il complesso fu trasformato dapprima in rifugio per donne convertite ("conservatorio") e successivamente nel monastero delle suore oblate di San Francesco Saverio, mentre il nosocomio vero e proprio fu trasferito in una struttura attigua di minori dimensioni; tale ultimo edificio divenne poi a sua volta noto con il nome di "palazzo San Giacomo". Nell'Ottocento l'ospedale costituiva ormai la più antica opera pia esistente sul territorio (accanto a un monte frumentario e a due monti dei pegni), laddove tutti gli altri istituti di beneficenza o d'istruzione erano di ben più recente fondazione; a causa però delle scarsissime risorse disponibili e del sovraffollamento, le condizioni igienico-sanitarie all'interno del nosocomio risultavano assai precarie. In effetti fu soltanto in epoca post-unitaria che si riuscì a provvedere al restauro e alla messa a norma dell'intera struttura, sebbene l'assoluta carenza di spazi costrinse a ridurre i posti letto ad appena dieci. Tali restrizioni non si attenuarono neppure nella prima metà del Novecento; anzi nel 1943, in piena seconda guerra mondiale, risultavano ufficialmente fruibili soltanto sei posti letto.

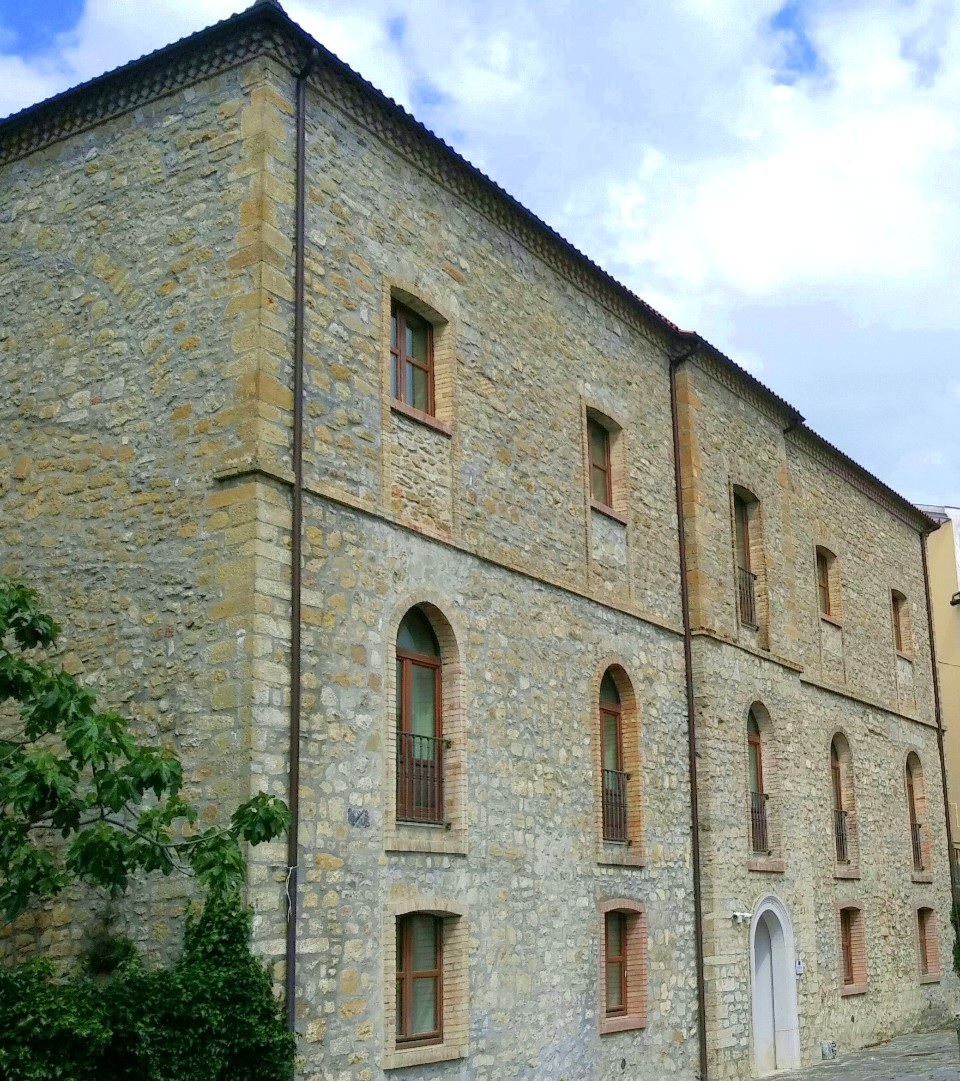
Il polo didattico-scientifico del museo civico della ceramica, già sede ospedaliera dal 1731 al 1972

Nel secondo dopoguerra si ritenne opportuno ricostruire integralmente l'ospedale; a tal fine fu costituito un apposito consorzio presieduto dallo storico Ortensio Zecchino. L'area prescelta, ampia e facilmente accessibile, era la stessa ove in antico insistevano il lebbrosario e la chiesa di Santa Maria Maddalena. Nel 1972, al termine dei lunghi lavori di edificazione e dei successivi collaudi, il nuovo plesso ospedaliero fu finalmente aperto al pubblico, benché le operazioni di ampliamento si protrassero ancora per qualche decennio; si dovette infatti attendere il 2011 affinché fosse ufficializzata l'intitolazione dell'intera struttura a sant'Ottone Frangipane: in precedenza il nosocomio era denominato semplicemente Ospedale civile (dapprima di Ariano, poi di Ariano di Puglia, quindi di Ariano Irpino).
A decorrere dal 2015 la vecchia sede di palazzo San Giacomo, ubicata nello storico rione rupestre Tranesi (sede delle antiche fornaci della maiolica arianese), costituisce il polo didattico-scientifico del museo civico della ceramica.

## Struttura e servizi

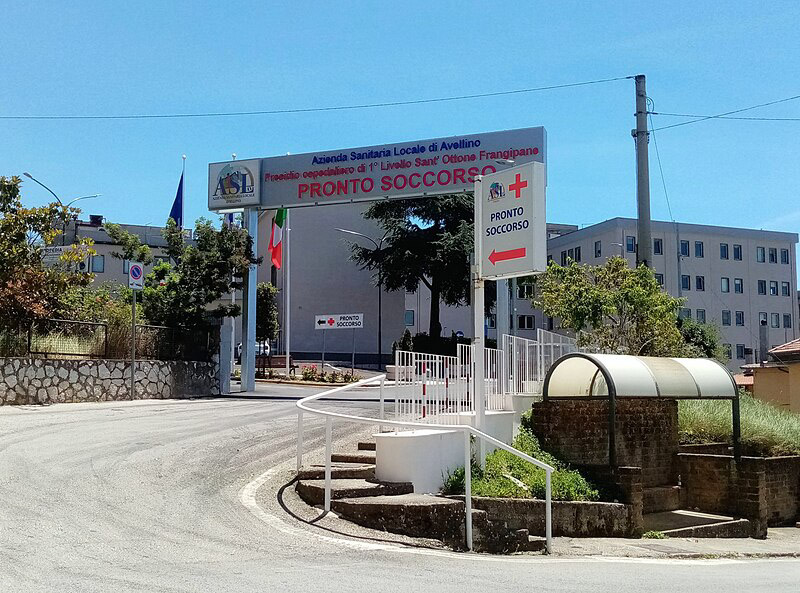
L'ingresso del pronto soccorso

Secondo il piano di riordino dei presìdi ospedalieri della regione Campania, l'ospedale Sant'Ottone Frangipane è classificato come presidio di base, sede di pronto soccorso, punto nascita della rete neonatale (in virtù della deroga concessa alle zone disagiate) nonché punto hub nella rete tempo-dipendente per le emergenze cardiologiche; il piano programmatico regionale del 2018 ha disposto altresì l'implementazione di un DEA di primo livello.
Le unità operative complesse presenti nella struttura sono:
- ostetricia e ginecologia con 16 posti letto;
- pediatria con 7 posti letto;
- ortopedia e traumatologia con 16 posti letto;
- chirurgia generale con 24 posti-letto;
- anestesia e rianimazione con 4 posti letto;
- neurologia con 10 posti-letto;
- cardiologia con 15 posti letto;
- medicina con 26 posti letto.

Tra le numerose unità operative di diagnosi e cura si citano il reparto di nefrologia e dialisi (con 10 letti tecnici) e il centro trasfusionale con l'annesso punto di raccolta sangue. All'interno del nosocomio è inoltre fruibile una sezione speciale riservata ai degenti sottoposti a regime di detenzione. La struttura costituisce altresì un polo didattico, in ambito infermieristico, dell'università della Campania Luigi Vanvitelli.
L'area ospedaliera, ubicata in adiacenza alla strada statale 90 delle Puglie, dispone di un'elisuperficie abilitata ai soli voli diurni, nonché di parcheggi e di una fermata per il servizio di trasporto pubblico urbano ed extraurbano; quest'ultima è situata a breve distanza dall'ingresso del pronto soccorso, presso cui si erge la statua bronzea di san Pio da Pietrelcina (plasmata nel 1993 mediante l'antica tecnica della fusione a cera persa). Nell'ospedale, dotato anche di un'aula magna e di un punto di ristoro, è infine operativa una cappellania della diocesi di Ariano Irpino-Lacedonia.

### Riconoscimenti

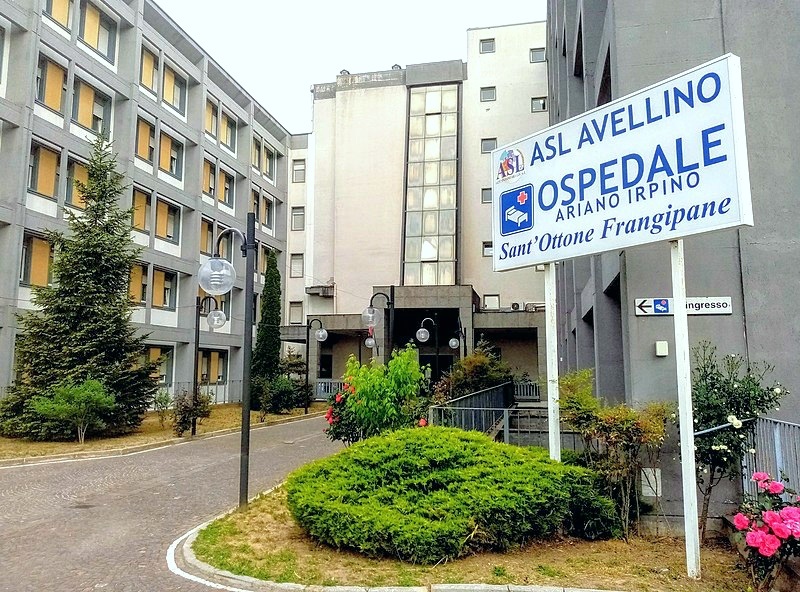
Il viale d'accesso per i visitatori

Il plesso ospedaliero si fregia del bollino rosa emesso dalla fondazione Onda ("Osservatorio nazionale sulla salute della donna e di genere") grazie all’offerta di servizi dedicati alla prevenzione, diagnosi e cura delle principali patologie, con percorsi ottimizzati per il genere femminile negli ambiti della cardiologia, diabetologia, endocrinologia e malattie del metabolismo, ginecologia ed ostetricia, neurologia, oncologia ginecologica, psichiatria, reumatologia, violenza sulla donna e altri servizi.